# Liste des évêques de Côme

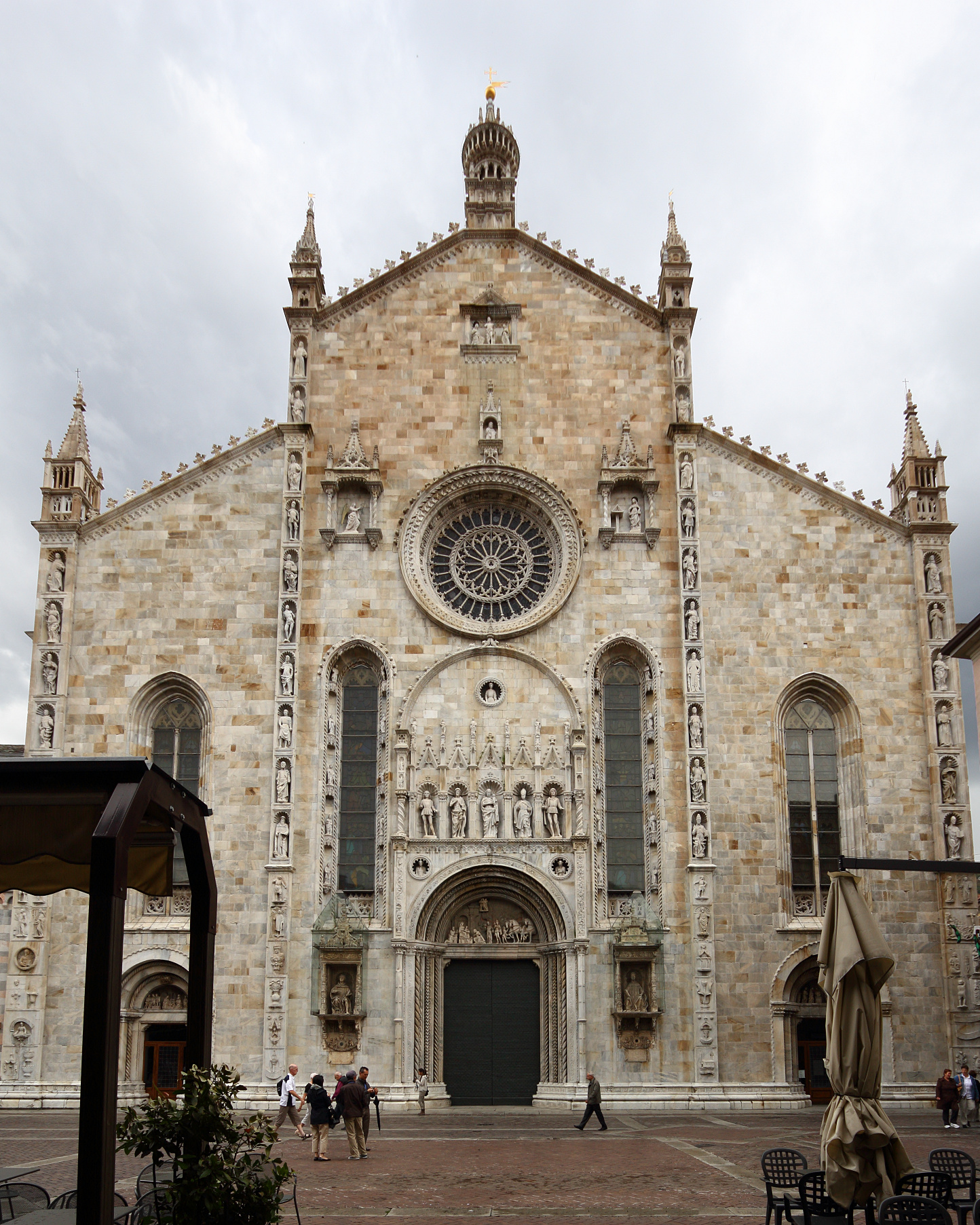
Façade de la cathédrale.

Le diocèse de Côme est un diocèse italien en Lombardie avec siège à Côme. Le diocèse est fondé au IVe siècle et est suffragant de l'archidiocèse de Milan.

## Évêques
- Saint Félix 386–391
- Saint Provino 391–420
- Saint Amanzio 420–450
- Saint Abbondio 450–489
- Saint Console 489–495
- Saint Esuperanzio 495–512
- Saint Eusèbe 512–525
- Saint Eutichio 525–539
- Saint Eupilio v. 539
- Saint Flaviano Ier
- Saint Prospero
- Saint Jean Ier Orco v. 607
- Saint Agrippino 607–617
- Saint Rubiano
- Saint Adlebert
- Saint Martiniano
- Saint Vittorino
- Saint Jean II
- Saint Jean III
- Saint Ottaviano
- Saint Benoît Ier
- Saint Flaviano II v. 712
- Adeodato 712–730
- Gausoaldo v. 730
- Angilbert Ier v. 750
- Loup v. 750
- Teodolfo
- Adelongo v. 776
- Pierre Ier 776–818
- Léon Ier 823–838
- Perideo 840–843
- Amalrico 844–865
- Angilbert II. 866–880
- Liutardo er 911–914
- Valperto II 915
- Pierre II 921
- Azzone 922–945
- Waldo 946–966
- Adelgisio 973–977
- Pierre III 983–1005
- Évrard 1004–1006
- Albéric 1007–1027
- Ludger 1030/32–1046
- Benno de Meißen 1049–1061 (vicaire impérial)
- Rainald 1061/62–1084
- Eribert 1085–1088
- Hartwicus 1092 (anti-évêque?)
- Guido Grimoldi 1098–1125
  - Landulfus de Carcano (anti-évêque) 1098-1118
- Ardizzone Ier 1125–1159
- Enrico della Torre 1162–1167
- Anselmo della Torre 1168–1193
- Ardizzone II 1195–1197
- Guglielmo della Torre 1197–1226
- Uberto di Sala 1228–1256
- Leone degli Avvocati 1259–1261
- Raimondo della Torre 1262–1274
- Giovanni degli Avvocati 1274–1293
- Leone Lambertenghi 1294–1325
- Benedetto di Asinago ou Asinaga 1328–1339
- Beltramino Paravicini 1339–1340
- Boniface de Modène 1340–1352
- Bernard 1352–1356
- Andrea degli Avvocati 1356–1361
- Stefano Gatti 1362–1369
- Henri de   Sessa 1369–1380
- Beltramo de  Brossano 1380–1395
- Luchino de Brossano ou  Borsano 1396–1408
- Antonio Turcone 1409–1420
- Francesco Bossi 1420–1434
- Giovanni Barbavara 1436–1437
- Gerardo Landriani 1437–1445
- Bernardo Landriani 1446–1451
- Antonio Pusterla 1451–1457
- Martino Pusterla 1457–1460
- Lazzaro Scarampi 1460–1466
- Branda Castiglioni 1466–1487
- Antonio Trivulzio, seniore 1487–1508
- Scaramuccia Trivulzio 1508–1527
- Cesare Trivulzio 1527–1548
- Bernardino della Croce 1548–1559
- Gianantonio Volpi 1559–1588
- Felizian Ninguarda 1588–1595
- Filippo Archinti 1595–1621
- Aurelio Archinti 1621–1622
- Desiderio Scaglia 1622–1625
- Lazzaro Carafino 1626–1665
- Ambrogio Torriano 1666–1679
- Carlo Ciceri 1680–1694
- Stefano Menati 1694–1695
- Francesco Bonesana 1696–1709
- Giuseppe Olgiati 1710–1735
- Alberico Simonetta 1736–1739
- Paolo Cernuschi 1739–1746
- Agostino M. Neuroni 1746–1760
- G.B. Albrici Pellegrini 1760–1764
- Giambattista Mugiasca 1765–1789
- Giuseppe Bertieri 1790–1792
- Carlo Rovelli (it) 1793–1819
- Giambattista Castelnuovo 1821–1831
- Carlo Romanò 1831–1855
- Giuseppe Marzorati 1858–1865
- Pietro Carsana 1872–1887
- Luigi Nicora 1887–1890
- Andrea Carlo Ferrari 1891–1894
- Teodoro Valfrè di Bonzo 1895–1905
- Alfonso Archi 1905–1925
- Adolfo Luigi Pagani 1926–1930
- Alessandro Macchi 1930–1947
- Felice Bonomini (de) 1947–1974
- Teresio Ferraroni 1974–1989
- Alessandro Maggiolini 1989–2006
- Diego Coletti 2006–2016
- Oscar Cantoni 2016-

## Source
- (en) Liste des évêques du diocèse de Côme, G-Catholic